# Público Contra la Violencia
Público Contra la Violencia (en eslovaco: Verejnosť proti násiliu, VPN) fue un movimiento político fundado en Bratislava, Eslovaquia -cuando era parte de  Checoslovaquia- en noviembre de 1989, durante la Revolución de Terciopelo. Fue la contraparte eslovaca del Foro Cívico checo (OF por sus siglas en  checo).

## Revolución de Terciopelo
Público Contra la Violencia (VPN) se fundó durante la Revolución de Terciopelo, que derrocó al gobierno del Partido Comunista de Checoslovaquia (KSČ, por sus siglas en checo y eslovaco). Después de que la policía antidisturbios reprimió una manifestación estudiantil en Praga el 17 de noviembre de 1989, se llevó a cabo una serie creciente de manifestaciones en Checoslovaquia. El 19 de noviembre se fundó el Foro Cívico en Praga como una coalición de grupos de oposición que exigían la destitución de la dirección comunista. La misma noche se celebró una reunión en Bratislava, Eslovaquia, a la que asistieron unas 500 personas donde se fundó Público Contra la Violencia. Al día siguiente tuvo lugar una primera reunión del comité coordinador de VPN.
Público Contra la Violencia fue similar al Foro Cívico al ser un movimiento amplio en oposición al comunismo. Los fundadores de Público contra la Violencia incluyeron al actor Milan Kňažko, el disidente Ján Budaj y el sociólogo Fedor Gál, y el movimiento incluyó figuras culturales, disidentes religiosos e intelectuales. Otros líderes tempranos eran el disidente católico Ján Čarnogurský cuyo juicio se detuvo durante la revolución, František Mikloško y Miroslav Kusy, Vladimír Mečiar y el exlíder del Partido Comunista durante la Primavera de Praga, Alexander Dubček. Al igual que el Foro Cívico, el Público Contra la Violencia pidió que se pusiera fin al papel dominante del Partido Comunista, con un gobierno provisional compuesto tanto por comunistas como por la oposición, que condujera a elecciones libres. Sin embargo, VPN también pidió que se modificaran las relaciones entre checos y eslovacos en una nueva federación democrática.
Las protestas se extendieron por Eslovaquia en noviembre de 1989 y se fundaron ramas de VPN en muchas ciudades. Foro Cívico y Público Contra la Violencia trabajaron juntos en negociaciones con el gobierno comunista, con Ján Čarnogurský representando a Público Contra la Violencia en las conversaciones junto con Václav Havel por el Foro Cívico. Después de que una huelga general de dos horas, el 27 de noviembre, demostrara apoyo a la oposición, el 29 de noviembre se llegó a un acuerdo para poner fin al liderazgo del Partido Comunista.

## Gobierno interino
Tras el rechazo de la oposición a un gobierno interino que habría sido mayoritariamente comunista, el 7 de diciembre de 1989 se formó otro gobierno de Checoslovaquia, con el comunista eslovaco Marián Čalfa como primer ministro de Checoslovaquia. Čalfa dejó el Partido Comunista el 18 de enero de 1990 y luego se unió a Público Contra la Violencia. Inicialmente, el gobierno tenía una mayoría de 11 frente a 10 de los no comunistas, pero estos aumentaron a medida que las personas abandonaban el Partido Comunista, mientras que Václav Havel fue elegido presidente de Checoslovaquia y Alexander Dubcek se convirtió en el presidente de la Asamblea Federal.
En Eslovaquia también se formó un nuevo gobierno el 12 de diciembre de 1989 dirigido por el ministro comunista de Justicia, Milan Čič, con igual número de comunistas y no comunistas. 5 miembros de Público Contra la Violencia formaron parte del gobierno, incluido Vladimír Mečiar como ministro del Interior, y al igual que Marián Čalfa a nivel nacional, Milan Čič dejaría el Partido Comunista en 1990 y se unió a Público Contra la Violencia.
Sin embargo, Public Against Violence empezó a dividirse incluso antes de que se celebraran las primeras elecciones democráticas. A principios de 1990 Ján Čarnogurský y los defensores de la democracia cristiana dejaron Público Contra la Violencia y fundaron el partido Movimiento Demócrata Cristiano (KDH) en febrero de 1990.

## Elecciones de 1990
Al ir a las primeras elecciones libres en junio de 1990, Público Contra la Violencia quería mayores poderes para Eslovaquia, pero apoyó la continuación de la unión entre checos y eslovacos. Sin embargo, pidieron que se hiciera hincapié en la economía y el medio ambiente, en lugar del nacionalismo eslovaco.
Los candidatos para el Público contra la Violencia en las elecciones de 1990 incluyeron al primer ministro de Checoslovaquia, Marián Čalfa, y Alexander Dubček, exlíder del Partido Comunista durante la Primavera de Praga.
En el período previo a las elecciones de 1990, las encuestas de opinión mostraban a Público Contra la Violencia con entre un 18 y un 25% de apoyo en Eslovaquia, detrás del Movimiento Demócrata Cristiano con un 25 a 30%. Se informó que VPN sufría un aumento en el nacionalismo eslovaco y muchos votantes rurales vieron a los intelectuales de VPN como ajenos a ellos. Sin embargo, VPN ganó durante la campaña sus credenciales anticomunistas y Václav Havel fue bien recibido cuando hizo campaña en Eslovaquia. Una encuesta del 1 de junio de 1990 mostró a Público Contra la Violencia por delante del Movimiento Demócrata Cristiano en Eslovaquia por primera vez.
Los resultados de las elecciones dieron a Público Contra la Violencia el primer lugar en Eslovaquia, tanto en las elecciones federales como en las de Eslovaquia. En las elecciones federales, la combinación de Foro Cívico y Público Contra la Violencia obtuvo la mayoría, mientras que en las elecciones eslovacas Público contra la Violencia quedó en primer lugar pero por debajo de la mayoría. Sin embargo, la noche de las elecciones, uno de los fundadores de Público contra la Violencia, el vicepresidente Ján Budaj, anunció su retirada de la política porque había sido presionado para cooperar con la policía secreta en la década de 1970.
Después de las elecciones, Marián Čalfa, de Público Contra la Violencia, continuó liderando un gobierno de coalición a nivel nacional como primer ministro de Checoslovaquia, mientras que Vladimír Mečiar, de Público Contra la Violencia, encabezó un gobierno de coalición en Eslovaquia junto con el Movimiento Demócrata Cristiano.

## División
A medida que pasó el tiempo desde la Revolución de Terciopelo, el índice de aprobación tanto para el Foro Cívico como para Público contra la Violencia cayó del 60% en febrero de 1990 al 38% en octubre del mismo año. En las elecciones locales celebradas en noviembre de 1990, Público Contra la Violencia quedó en segundo lugar después del Movimiento Democrático en Eslovaquia. Se informó que Público contra la Violencia obtuvo el 20,4% de los votos en Eslovaquia, en comparación con el 27,4% del Movimiento Demócrata Cristiano. Una encuesta de opinión en noviembre de 1990 también mostró que el apoyo al Público Contra la Violencia había caído al 17%.
Público Contra la Violencia enfrentó tensiones sobre la cantidad de poder que debería mantenerse centralmente en Checoslovaquia y cuánto debería detenerse en Eslovaquia. Esto condujo a una división en marzo de 1991 cuando el primer ministro de Eslovaquia, Vladimír Mečiar, abandonó una reunión de liderazgo de Público contra la Violencia y formó un ala rival del partido llamado PAV-Platform for Democratic Slovakia. Mečiar y sus partidarios habían acusado a la dirección, incluido el líder Fedor Gál, de estar demasiado cerca de Praga y Mečiar pidió que las reformas económicas fueran menos vigorosas debido al temor de que Eslovaquia fuera la más perdedora económicamente. Sin embargo, la dirección de Público contra la violencia acusó a Mečiar de querer una Eslovaquia independiente y de unirse a los comunistas.
El 23 de abril de 1991 Vladimír Mečiar fue reemplazado como primer ministro de Eslovaquia por el líder del Movimiento Demócrata Cristiano, Ján Čarnogurský. Esto se produjo después de que la mayoría de Público Contra la Violencia se uniera al Movimiento Demócrata Cristiano para reemplazar a Mečiar.
En un congreso extraordinario del partido celebrado el 27 de abril de 1991, un nuevo partido llamado Movimiento por una Eslovaquia Democrática se separó de Público Contra la Violencia.

## Declive y disolución
Tras la escisión, el Movimiento por una Eslovaquia Democrática se convirtió rápidamente en el partido más popular de Eslovaquia y encabezó constantemente las encuestas de opinión en 1991 y 1992, mientras que Mečiar fue el político más popular.  Público Contra la Violencia por su parte se redujo aún más en las encuestas a sólo 3% en julio de 1991, en comparación con 38% para el Movimiento por una Eslovaquia Democrática.
También en julio de 1991, Alexander Dubček abandonó el movimiento Público contra la Violencia, acusando a Público Contra la Violencia de haberse movido demasiado hacia la derecha. Público contra la Violencia finalmente se convirtió en un partido político en octubre de 1991 y se renombró como la Unión Cívica Democrática (Občianska demokratická únia, ODÚ) en marzo de 1992.
La Unión Cívica Democrática se opuso a las elecciones de 1992, pero no logró obtener ningún escaño. Obtuvo el 4,0% de los votos eslovacos para la Cámara del Pueblo, el 4,0% para la Cámara de las Naciones y el 4,0% en las elecciones para el Consejo Nacional Eslovaco. La Unión Cívica Democrática se disolvió finalmente en noviembre de 1992 y muchos de los antiguos miembros de la Unión Cívica Democrática pasarían a formar parte del Partido Demócrata en 1994.
Se sabe que Public Against Violence fracasó debido a la incapacidad de establecer un electorado popular, en lugar de concentrarse en las actividades gubernamentales y parlamentarias. Más políticos nacionalistas pudieron explotar esto y jugaron con la desconfianza pública de un Público Contra la Violencia, que se percibía como compuesto por la élite.

## Resultados electorales

### Asamblea Federal

#### Cámara del Pueblo
| Año  | Votos          | %    | Escaños | Posición         |
| ---- | -------------- | ---- | ------- | ---------------- |
| 1990 | 1.104.125 (#3) | 10,4 | 19/150  | Coalición con OF |

#### Cámara de las Naciones
| Año  | Votos     | %    | Escaños | Lugar | Posición |
| ---- | --------- | ---- | ------- | ----- | -------- |
| 1990 | 1,262,278 | 11,9 | 33/150  | 3rd   |          |

### Consejo Nacional Eslovaco
| Año  | Votos        | %     | Escaños | Gabinete               |
| ---- | ------------ | ----- | ------- | ---------------------- |
| 1990 | 991,285 (#1) | 29,35 | 48/150  | Coalición con KDH y DS |